# 伊尼希爾島

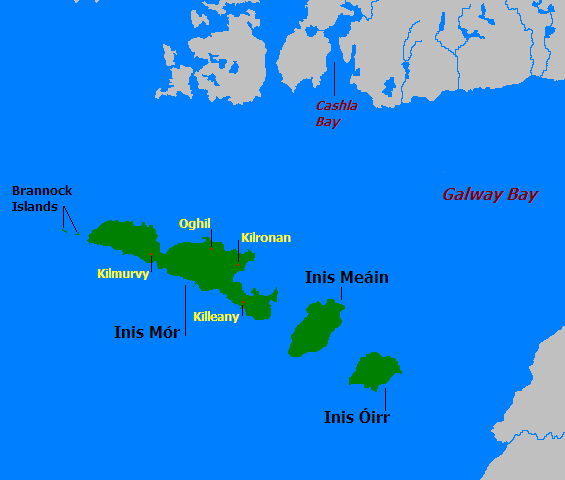

伊尼希爾島是愛爾蘭的島嶼，位於大西洋海域，由戈爾韋郡負責管轄，屬於阿倫群島的一部分，面積5.67平方公里，最高點海拔高度57米，2011年人口249。

## 照片库

伊尼希爾島 - Inis Oírr
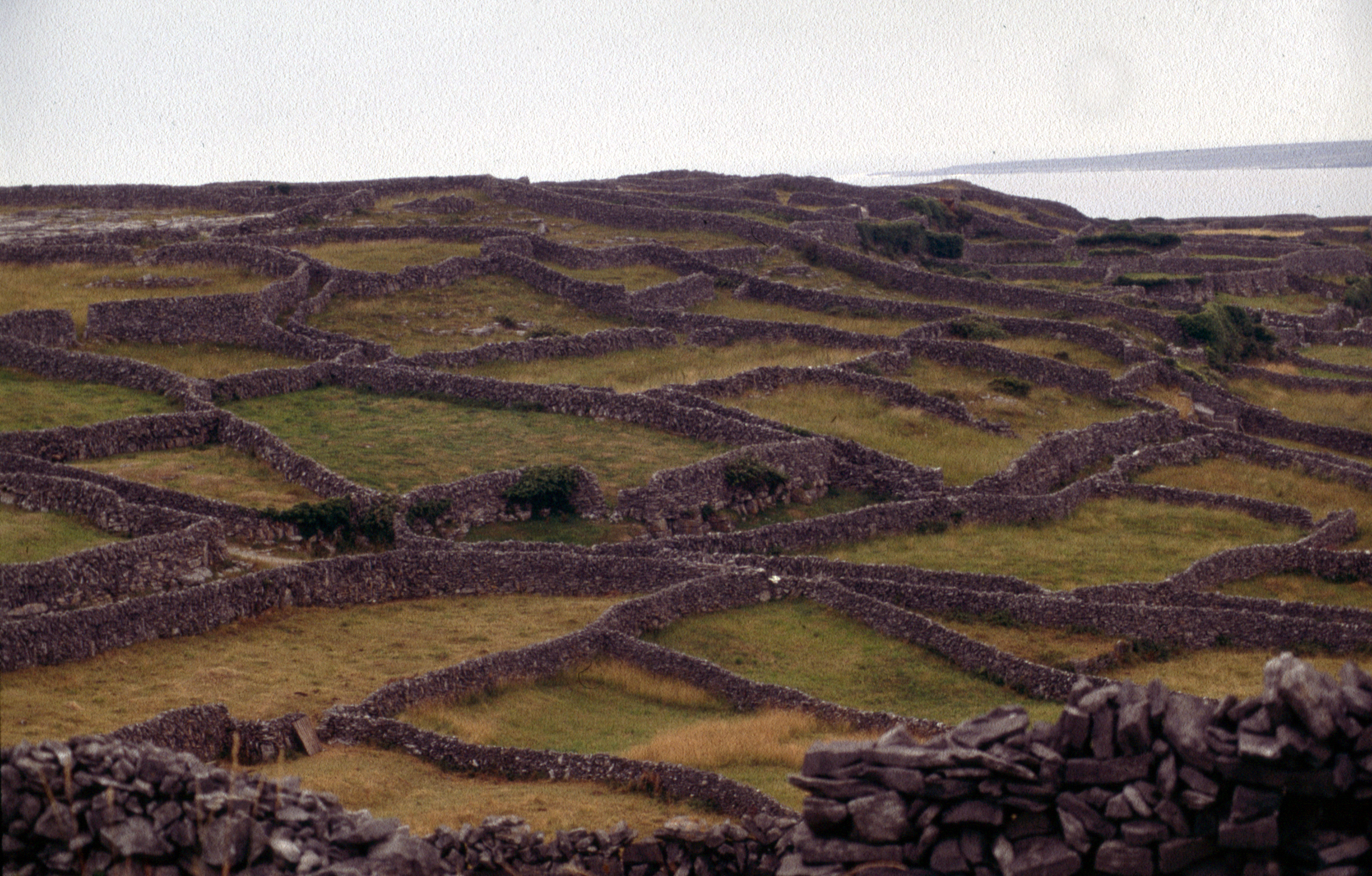
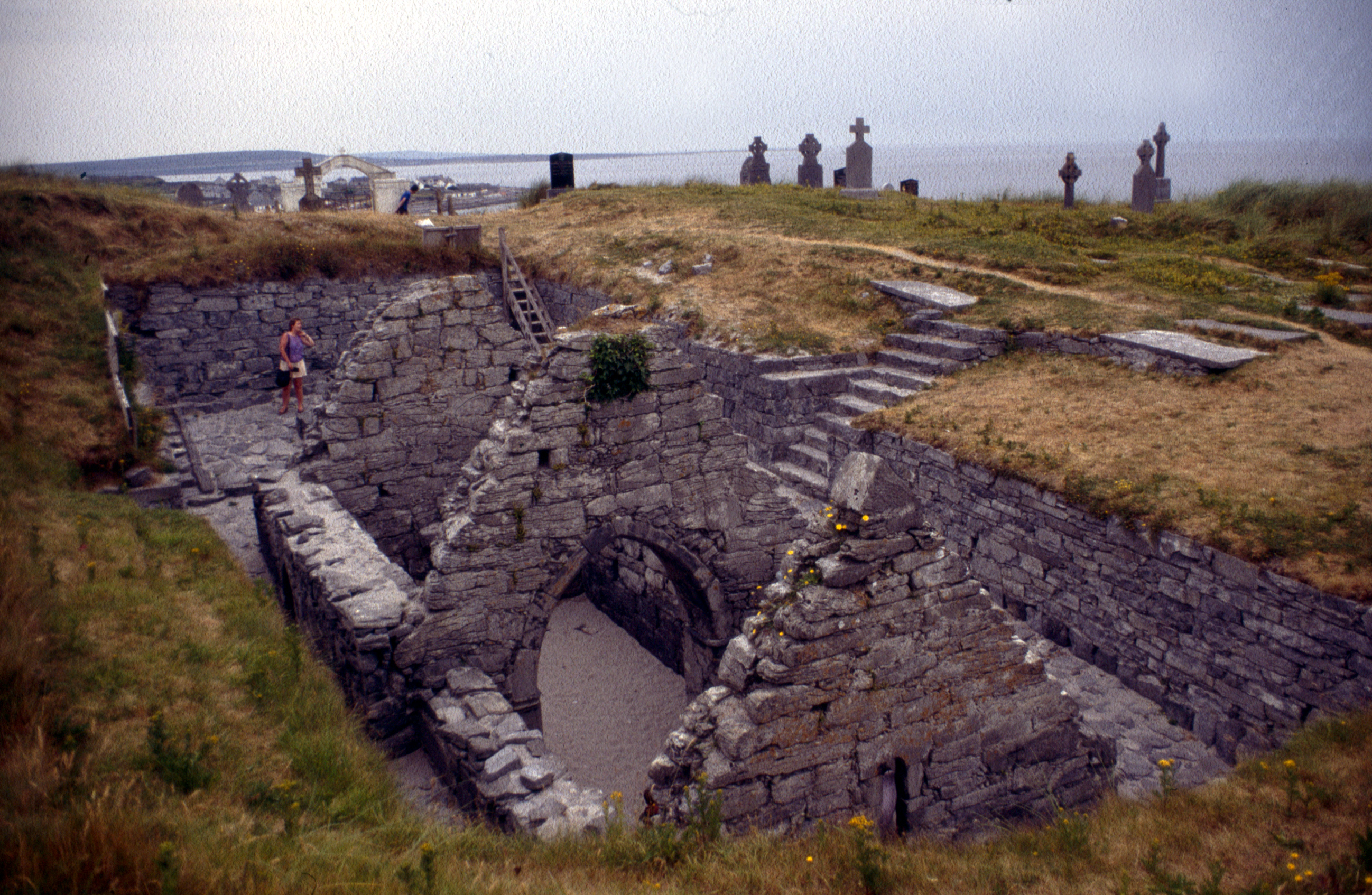
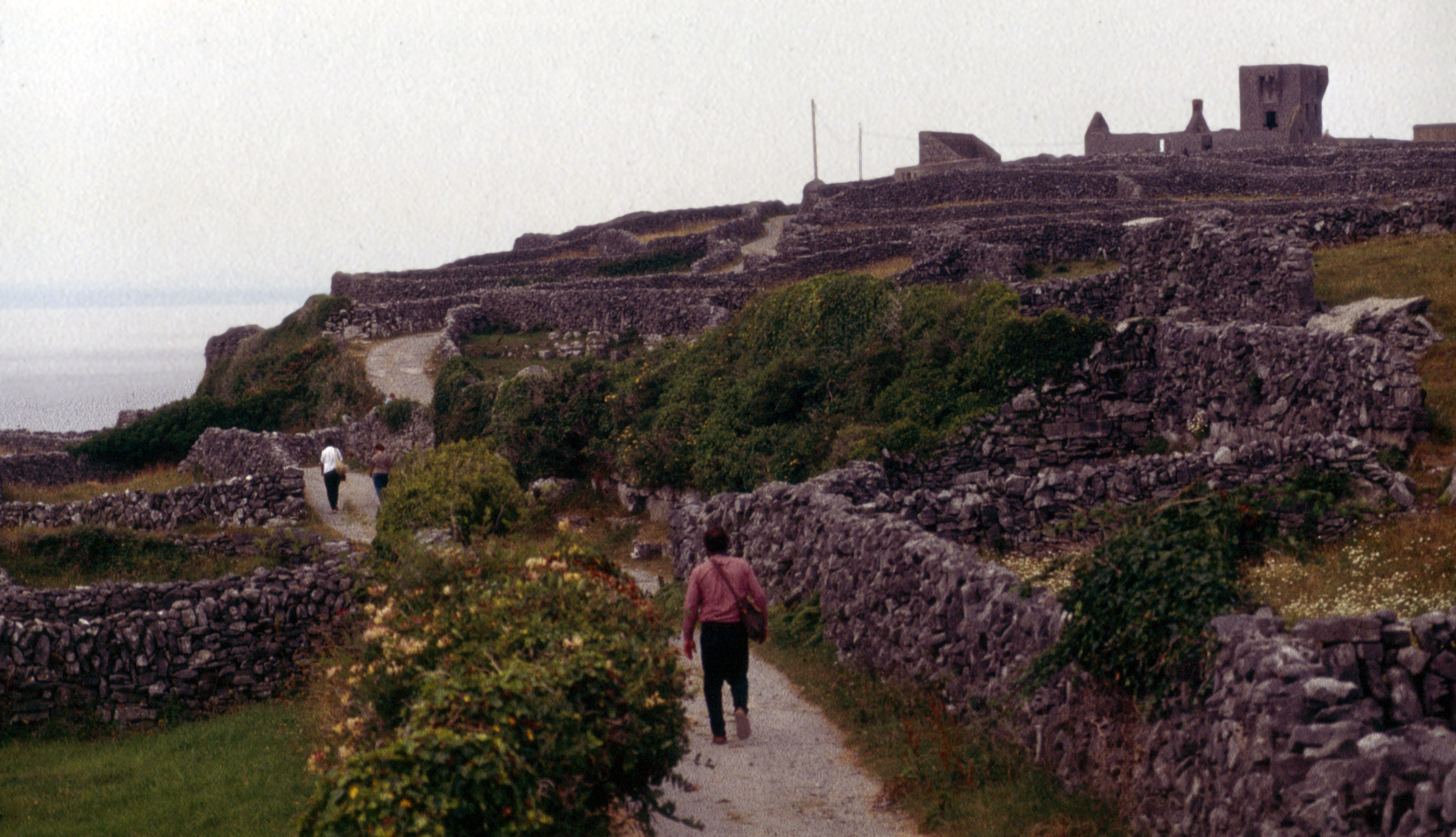
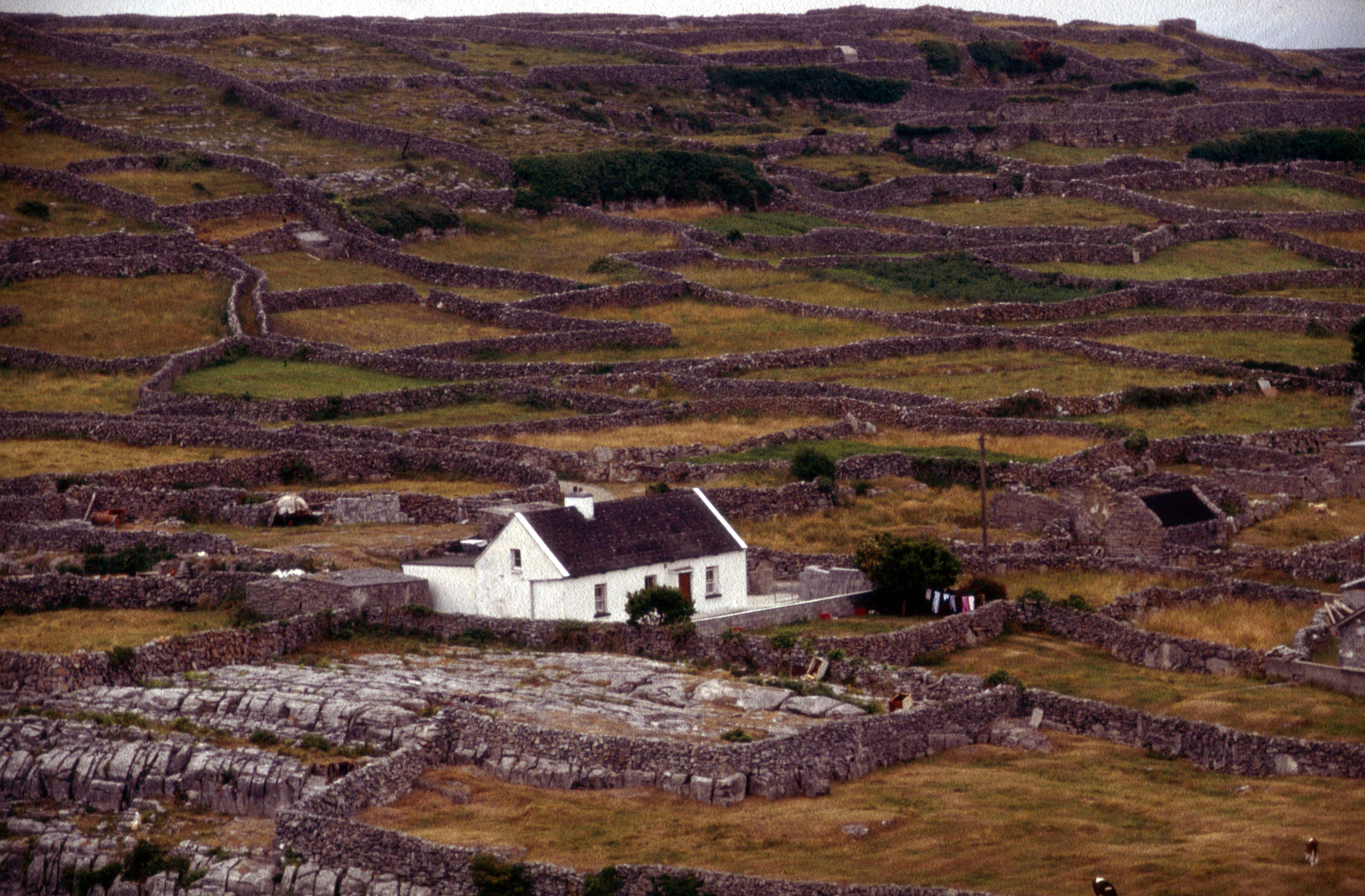
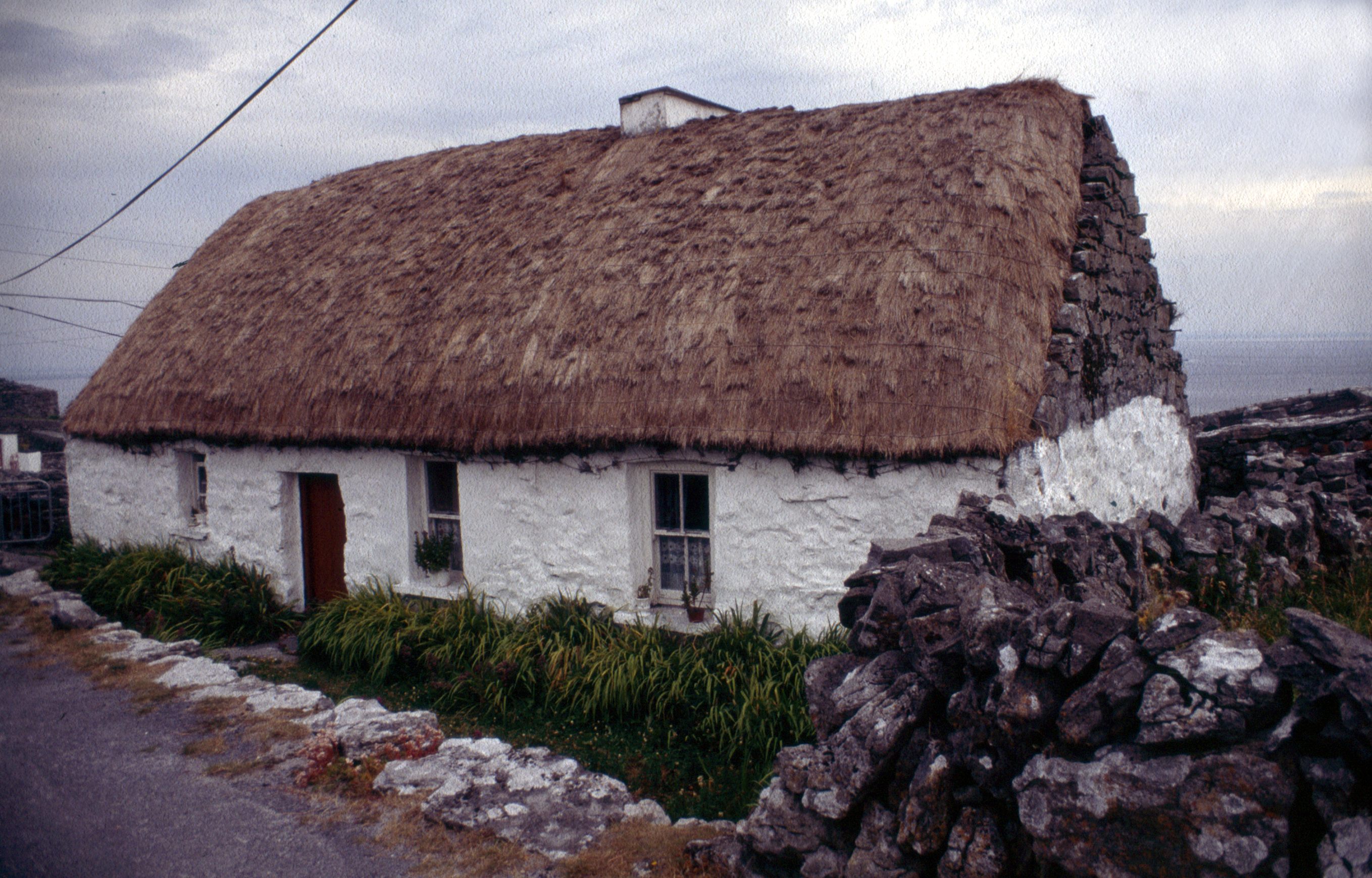
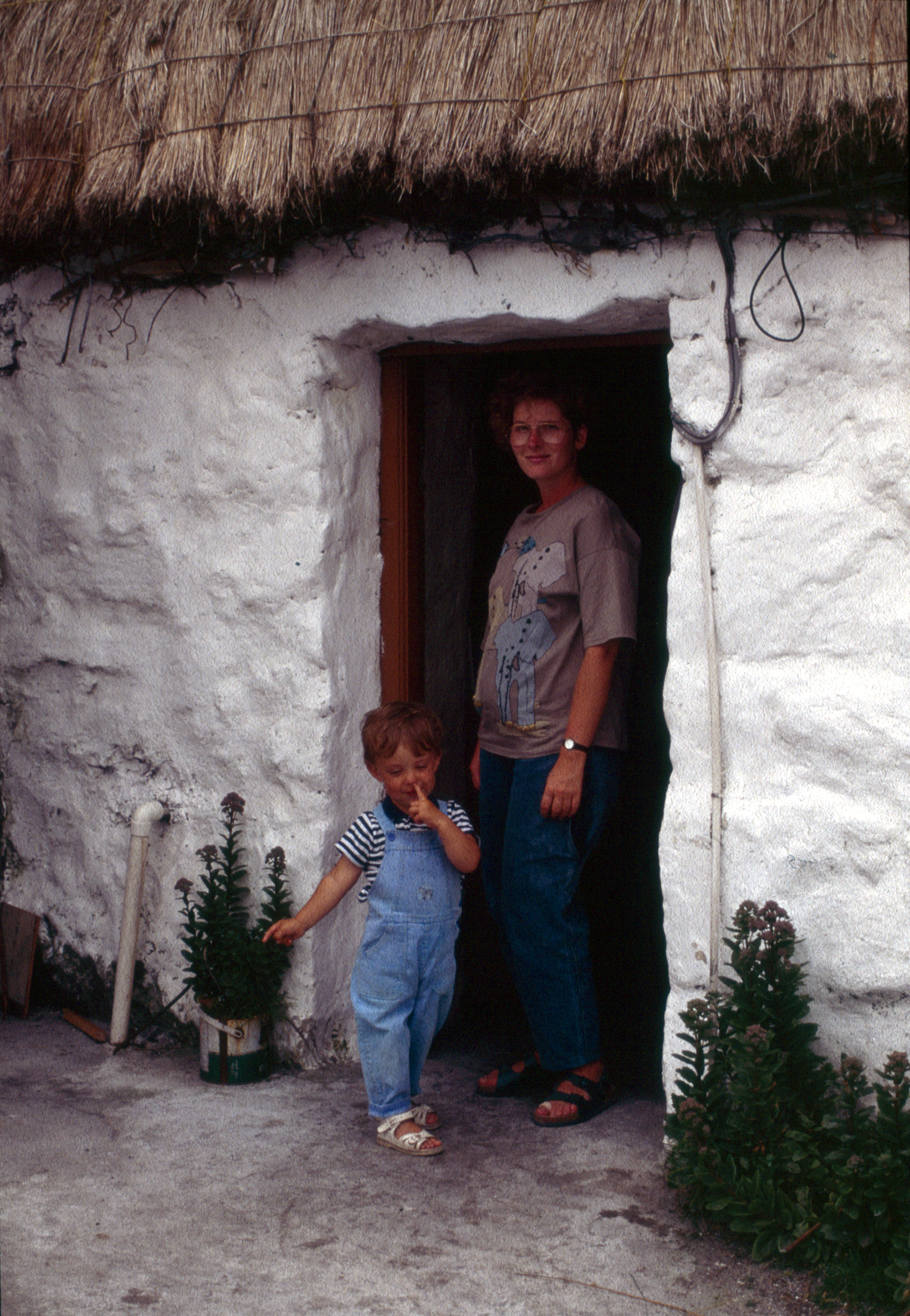
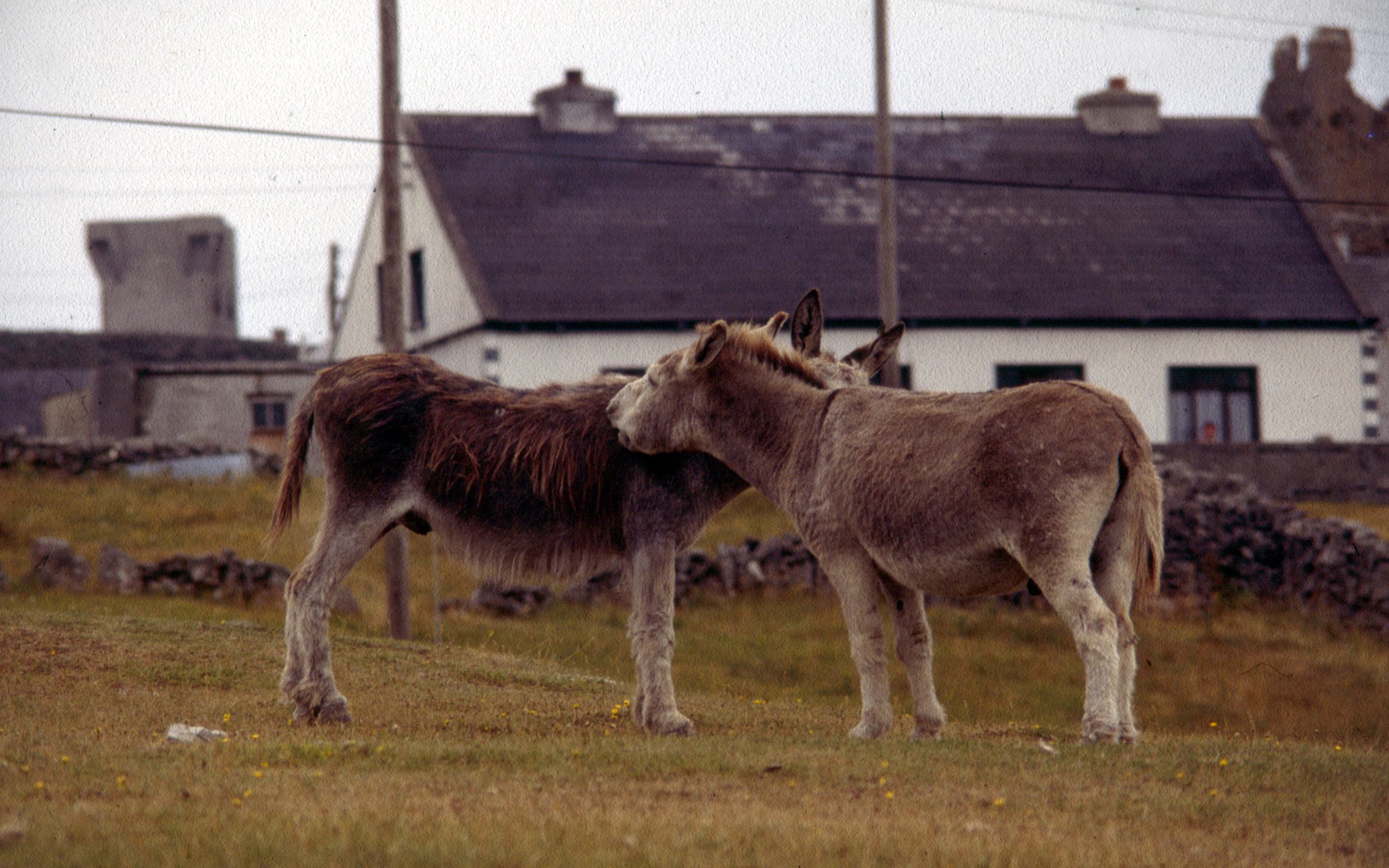
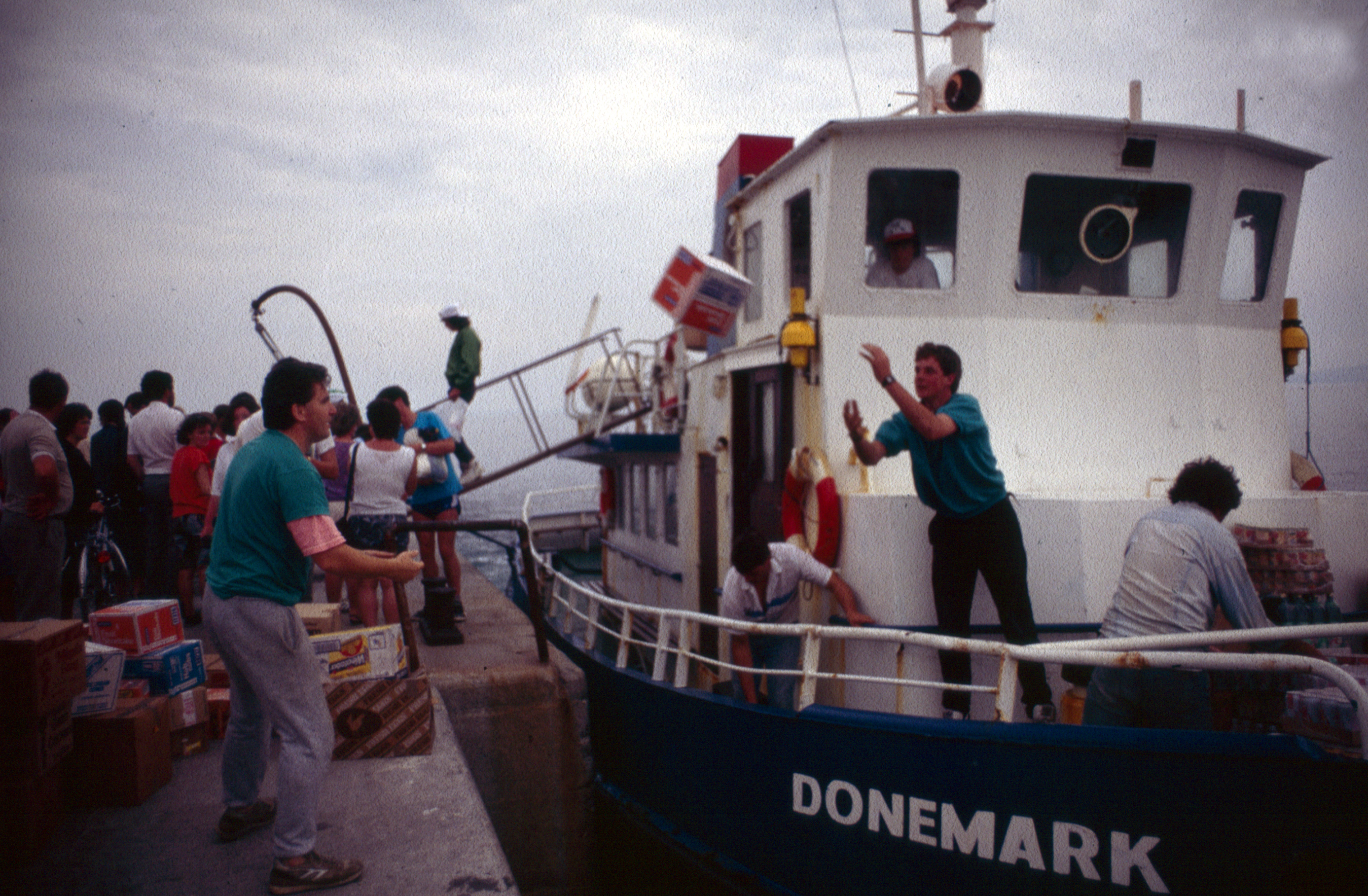

## 外部連結
- Official (Inis Oírr Co-operative) tourism website for Inis Oírr

53°03′29″N 9°31′39″W / 53.05806°N 9.52750°W